# Parrocchie dell'arcidiocesi di Pescara-Penne

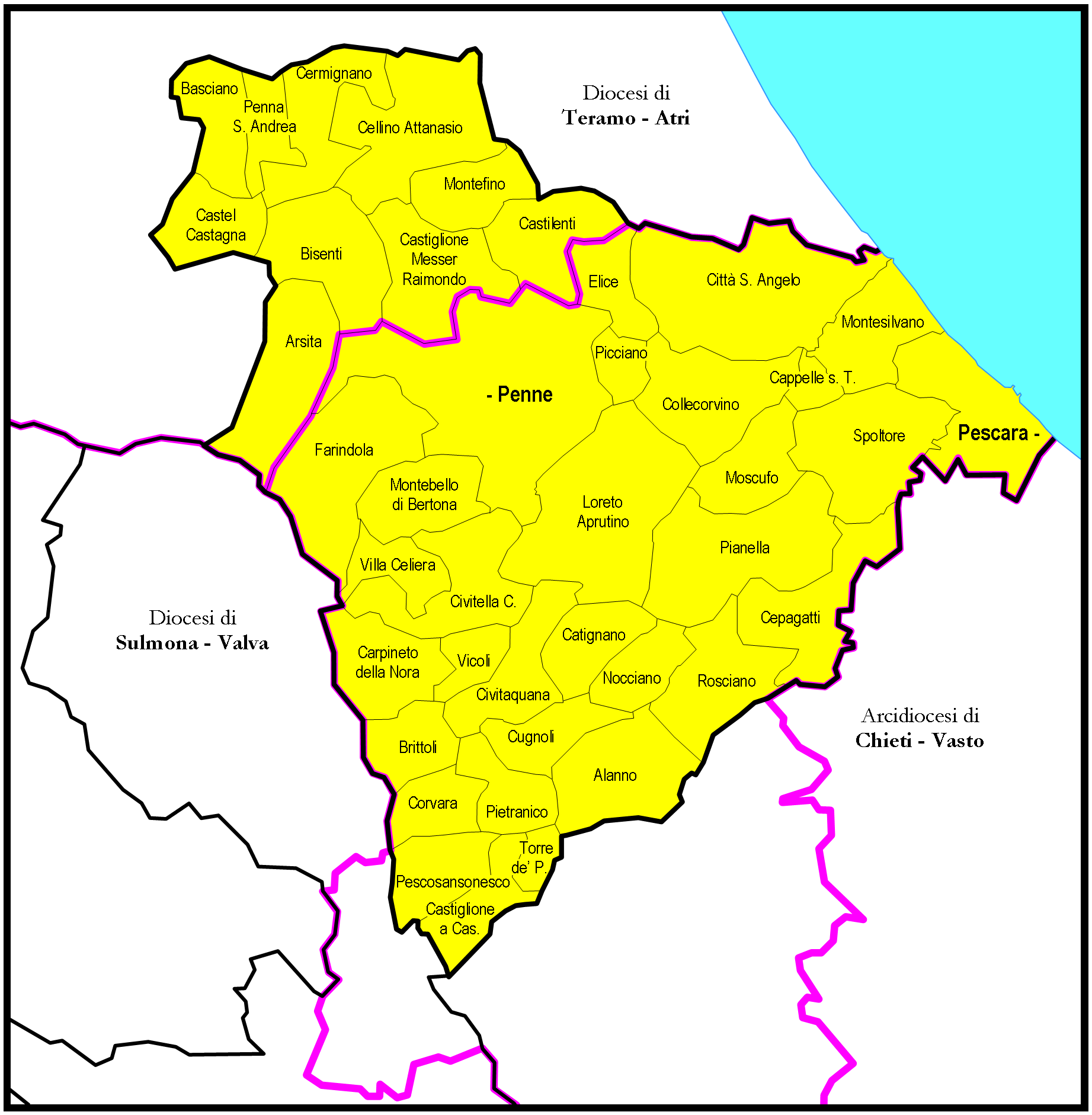
Il territorio dell'arcidiocesi

## Foranie
La diocesi è organizzata in 12 foranie. 

### Forania di Pescara Porta Nuova
| Parrocchia                    | Patrono                       | Comune  | Frazione/Quartiere | Web |
| ----------------------------- | ----------------------------- | ------- | ------------------ | --- |
| Cattedrale - San Cetto        | San Cetto Vescovo             | Pescara | centro             |     |
| Santi Angeli Custodi          | Santi Angeli custodi          | Pescara | sud-ovest          |     |
| San Luigi                     | San Luigi Gonzaga             | Pescara | Porta Nuova        |     |
| Beata Vergine Maria del Fuoco | Beata Vergine Maria del Fuoco | Pescara | Rancitelli         |     |
| Gesù Risorto                  | Gesù Risorto                  | Pescara | sud-est            |     |
| Santa Caterina                | Santa Caterina da Siena       | Pescara | Porta Nuova        |     |
| Cuore Immacolato di Maria     | Cuore Immacolato di Maria     | Pescara | centro             |     |
| Gesù Maestro                  | Gesù Maestro                  | Pescara | centro             |     |
| Beato Nunzio Sulprizio        | Beato Nunzio Sulprizio        | Pescara | Porta Nuova        |     |

### Forania di Pescara centrale
| Parrocchia                        | Patrono                       | Comune  | Frazione/Quartiere | Web |
| --------------------------------- | ----------------------------- | ------- | ------------------ | --- |
| Spirito Santo                     | Spirito Santo                 | Pescara | centro             |     |
| B.V. Maria Regina della Pace      | Santa Maria Regina della Pace | Pescara | centro-nord        |     |
| Sacro Cuore - Divina Misericordia | Divina Misericordia           | Pescara | centro             |     |
| Sant'Antonio                      | Sant'Antonio di Padova        | Pescara | centro             |     |
| San Giuseppe                      | San Giuseppe                  | Pescara | ovest              |     |
| San Pietro Apostolo               | San Pietro Apostolo           | Pescara | centro             |     |
| Sant'Andrea                       | Sant'Andrea Apostolo          | Pescara | Marina Nord        |     |

### Forania di Pescara Nord
| Parrocchia                      | Patrono                                 | Comune  | Frazione/Quartiere | Web |
| ------------------------------- | --------------------------------------- | ------- | ------------------ | --- |
| Gesù Bambino                    | Gesù Bambino                            | Pescara | nord               |     |
| Madonna dei Sette Dolori        | Beata Vergine dei Sette Dolori          | Pescara | Colli              |     |
| Santi Giovanni e Benedetto      | San Giovanni Battista e Benedetto Abate | Pescara | periferia          |     |
| Santo Stefano                   | Santo Stefano Protomartire              | Pescara | centro-ovest       |     |
| Visitazione di Maria            | Visitazione della Beata Vergine Maria   | Pescara | nord               |     |
| Beata Vergine Maria del Rosario | Santa Maria del Rosario                 | Pescara | nord               |     |
| San Paolo                       | San Paolo Apostolo                      | Pescara | Zanni              |     |
| Trasfigurazione                 | Trasfigurazione del Signore             | Pescara | periferia          |     |
| Cristo Re                       | Cristo Re                               | Pescara | periferia          |     |

### Forania di Pescara Sud
| Parrocchia            | Patrono                       | Comune  | Frazione/Quartiere  | Web |
| --------------------- | ----------------------------- | ------- | ------------------- | --- |
| San Donato            | San Donato                    | Pescara | Fontanella Vecchia  |     |
| San Gabriele          | San Gabriele dell'Addolorata  | Pescara | San Donato          |     |
| San Silvestro Colle   | San Silvestro                 | Pescara | San Silvestro Colle |     |
| San Marco             | San Marco Evangelista         | Pescara | San Marco           |     |
| San Pietro Martire    | San Pietro Apostolo           | Pescara | Fontanelle          |     |
| Santa Lucia           | Santa Lucia vergine e martire | Pescara | sud                 |     |
| Stella Maris          | Beata Vergine Stella Maris    | Pescara | Pineta (est)        |     |
| Santissimo Crocifisso | Santissimo Crocifisso         | Pescara | Villaggio Alcione   |     |
| Santa Famiglia        | Santa Famiglia                | Pescara | Pineta (ovest)      |     |

### Forania di Castiglione Messer Raimondo
| Parrocchia                  | Patrono                  | Comune                      | Frazione/Quartiere | Web |
| --------------------------- | ------------------------ | --------------------------- | ------------------ | --- |
| Castiglione Messer Raimondo | San Donato               | Castiglione Messer Raimondo | centro             |     |
| Appignano                   | San Pietro Apostolo      | Castiglione Messer Raimondo | Appignano          |     |
| Bisenti                     | San Pietro Apostolo      | Bisenti                     | centro             |     |
| Castilenti                  | Santa Vittoria           | Castilenti                  | centro             |     |
| Elice                       | San Martino Vescovo      | Elice                       | centro             |     |
| Piane                       | San Giovanni Bosco       | Castiglione Messer Raimondo | Piane              |     |
| Villa Bozza                 | Santa Maria delle Grazie | Montefino                   | Villa Bozza        |     |
| Montefino                   | San Giacomo Apostolo     | Montefino                   | centro             |     |
| Villa Cipressi              | Sant'Antonio Abate       | Città Sant'Angelo           | Villa Cipressi     |     |
| Arsita                      | Santa Vittoria           | Arsita                      | centro             |     |

### Forania di Cepagatti
| Parrocchia           | Patrono                              | Comune               | Frazione/Quartiere | Web |
| -------------------- | ------------------------------------ | -------------------- | ------------------ | --- |
| Cepagatti            | Santa Lucia vergine e martire        | Cepagatti            | centro             |     |
| Brittoli             | San Carlo Borromeo                   | Brittoli             | centro             |     |
| Bucceri              | San Francesco d'Assisi               | Cepagatti            | Bucceri            |     |
| Carpineto della Nora | San Carlo Borromeo                   | Carpineto della Nora | centro             |     |
| Catignano            | San Giovanni Battista                | Catignano            | centro             |     |
| Civitaquana          | Santa Maria delle Grazie             | Civitaquana          | centro             |     |
| Civitella Casanova   | Beata Vergine delle Grazie           | Civitella Casanova   | centro             |     |
| Fonte Schiavo        | Sacro Cuore di Gesù                  | Nocciano             | Fonte Schiavo      |     |
| Nocciano             | San Lorenzo Martire                  | Nocciano             | centro             |     |
| Rosciano             | Assunzione della Beata Vergine Maria | Rosciano             | centro             |     |
| Sant'Agata           | Sant'Agata                           | Cepagatti            | Sant'Agata         |     |
| Vallemare            | San Martino Vescovo                  | Cepagatti            | Vallemare          |     |
| Vicoli               | San Rocco                            | Vicoli               | centro             |     |
| Villanova            | San Nicolò Vescovo                   | Cepagatti            | Villanova          |     |
| Villareia            | San Sebastiano                       | Cepagatti            | Villareia          |     |
| Villa Oliveti        | Beata Vergine Maria del Rosario      | Rosciano             | Villa Oliveti      |     |
| Villa San Giovanni   | San Giovanni Battista                | Rosciano             | centro             |     |

### Forania di Cermignano
| Parrocchia              | Patrono                                      | Comune            | Frazione/Quartiere | Web |
| ----------------------- | -------------------------------------------- | ----------------- | ------------------ | --- |
| Cermignano              | San Silvestro Papa                           | Cermignano        | centro             |     |
| Basciano                | San Flaviano                                 | Basciano          | centro             |     |
| Basciano - San Giuseppe | San Giuseppe Sposo della Beata Vergine Maria | Basciano          |                    |     |
| Cellino Attanasio       | Santa Maria la Nova                          | Cellino Attanasio | centro             |     |
| Castel Castagna         | Beata Vergine Maria                          | Castel Castagna   | centro             |     |
| Montegualtieri          | San Giovanni Apostolo ed Evangelista         | Cermignano        | Montegualtieri     |     |
| Penna Sant'Andrea       | Santa Giusta                                 | Penna Sant'Andrea | centro             |     |
| Poggio delle Rose       | San Martino Vescovo                          | Cermignano        | Poggio delle Rose  |     |
| Scorrano                | San Biagio                                   | Cellino Attanasio | Scorrano           |     |
| Val Vomano              | San Francesco Saverio                        | Penna Sant'Andrea | Val Vomano         |     |

### Forania di Città Sant'Angelo
| Parrocchia                  | Patrono                       | Comune            | Frazione/Quartiere          | Web |
| --------------------------- | ----------------------------- | ----------------- | --------------------------- | --- |
| Città Sant'Angelo           | San Michele Arcangelo         | Città Sant'Angelo | centro                      |     |
| Cappelle sul Tavo           | Beata Vergine Lauretana       | Cappelle sul Tavo | centro                      |     |
| Cepraneto                   | San Gabriele Arcangelo        | Collecorvino      | Cepraneto                   |     |
| Collecorvino                | Sant'Andrea Apostolo          | Collecorvino      | centro                      |     |
| Santa Lucia                 | Santa Lucia vergine e martire | Collecorvino      | Santa Lucia                 |     |
| Congiunti                   | San Nunzio Surplizio          | Collecorvino      | Congiunti                   |     |
| Contrada Madonna della Pace | Santa Maria della Pace        | Città Sant'Angelo | Contrada Madonna della Pace |     |
| Marina                      | Sant'Agostino                 | Città Sant'Angelo | Marina di Città Sant'Angelo |     |
| Villa Santa Maria           | Santa Maria Assunta           | Spoltore          | Villa Santa Maria           |     |

### Forania di Montesilvano
| Parrocchia            | Patrono                                | Comune       | Frazione/Quartiere    | Web |
| --------------------- | -------------------------------------- | ------------ | --------------------- | --- |
| Montesilvano          | Sant'Antonio di Padova                 | Montesilvano | centro                |     |
| Colle                 | San Michele Arcangelo                  | Montesilvano | Montesilvano Colle    |     |
| Montesilvano Spiaggia | Beata Vergine Maria Madre della Chiesa | Montesilvano | Montesilvano Spiaggia |     |
| San Raffaele          | San Raffaele Arcangelo                 | Montesilvano | centro                |     |
| Santi Innocenti       | Santi Innocenti Martiri                | Montesilvano | Montesilvano Spiaggia |     |
| Villa Carmine         | Beata Vergine Maria del Monte Carmelo  | Montesilvano | Villa Carmine         |     |
| Villa Verrocchio      | San Giovanni Bosco                     | Montesilvano | Villa Verrocchio      |     |

### Forania di Penne
| Parrocchia                            | Patrono                                | Comune                | Frazione/Quartiere | Web |
| ------------------------------------- | -------------------------------------- | --------------------- | ------------------ | --- |
| Penne - concattedrale                 | Santa Maria degli Angeli e San Massimo | Penne                 | centro             |     |
| Beata Vergine Maria del Monte Carmelo | Beata Vergine Maria del Monte Carmelo  | Penne                 | centro             |     |
| San Domenico                          | San Domenico                           | Penne                 | centro             |     |
| San Massimiliano                      | San Massimiliano Kolbe                 | Penne                 | sud-est            |     |
| Cappuccini                            | Santa Maria del Monte Carmelo          | Penne                 | Cappuccini         |     |
| Cartiera                              | San Tommaso d'Aquino                   | Loreto Aprutino       | Cartiera           |     |
| Conaprato                             | San Gabriele dell'Addolorata           | Penne                 | Conaprato          |     |
| Farindola                             | San Nicola di Bari                     | Farindola             | centro             |     |
| Loreto Aprutino                       | San Pietro Apostolo                    | Loreto Aprutino       | centro             |     |
| Mirabello                             | Beata Vergine Maria Regina             | Penne                 | Mirabello          |     |
| Montebello di Bertona                 | San Pietro Apostolo                    | Montebello di Bertona | centro             |     |
| Passo Cordone                         | Sant'Antonio di Padova                 | Loreto Aprutino       | Passo Cordone      |     |
| Piccianello                           | San Rocco                              | Picciano              | Piccianello        |     |
| Picciano                              | Beata Vergine Maria del Soccorso       | Picciano              | centro             |     |
| Roccafinadamo                         | Santa Marina                           | Penne                 | Roccafinadamo      |     |
| Tarallo                               | Santa Caterina Vergine e Martire       | Loreto Aprutino       | Tarallo            |     |
| Vestea                                | San Michele Arcangelo                  | Civitella Casanova    | Vestea             |     |
| Villa Celiera                         | San Giovanni Battista                  | Villa Celiera         | centro             |     |

### Forania di Spoltore
| Parrocchia                         | Patrono                       | Comune   | Frazione/Quartiere   | Web |
| ---------------------------------- | ----------------------------- | -------- | -------------------- | --- |
| Spoltore                           | San Panfilo                   | Spoltore | centro               |     |
| Caprara d'Abruzzo                  | Santi Cosma e Damiano         | Spoltore | Caprara d'Abruzzo    |     |
| Castellana                         | Beata Vergine Maria Lauretana | Pianella | Castellana           |     |
| Cerratina                          | San Nicola Vescovo            | Pianella | Cerratina            |     |
| Moscufo                            | San Cristoforo                | Moscufo  | centro               |     |
| Penne - Annunciazione del Signore  | Annunciazione del Signore     | Penne    | centro               |     |
| Pianella                           | Sant'Antonio Abate            | Pianella | centro               |     |
| Santa Maria del Lago (Anime Sante) | Anime Sante                   | Moscufo  | Santa Maria del Lago |     |
| Santa Teresa di Spoltore           | Santa Teresa d'Avila          | Spoltore | Santa Teresa         |     |
| Villa Raspa                        | San Camillo de Lellis         | Spoltore | Villa Raspa          |     |

### Forania di Torre de' Passeri
| Parrocchia             | Patrono                              | Comune                 | Frazione/Quartiere    | Web |
| ---------------------- | ------------------------------------ | ---------------------- | --------------------- | --- |
| Torre de' Passeri      | Beata Vergine Maria delle Grazie     | Torre de' Passeri      | centro                |     |
| Alanno                 | Assunzione della Beata Vergine Maria | Alanno                 | centro                |     |
| Alanno Scalo           | Nostro Signore Gesù Cristo Re        | Alanno                 | Alanno Stazione       |     |
| Castiglione a Casauria | Santa Maria Assunta                  | Castiglione a Casauria | centro                |     |
| Corvara                | Sant'Andrea Apostolo                 | Corvara                | centro                |     |
| Cugnoli                | Santo Stefano Protomartire           | Cugnoli                | centro                |     |
| San Giovanni           | San Giovanni Apostolo ed Evangelista | Montesilvano           | Montesilvano Spiaggia |     |
| Pescosansonesco        | San Giovanni Battista                | Pescosansonesco        | centro                |     |
| Pietranico             | San Michele Arcangelo                | Pietranico             | centro                |     |